# Братство 2: Юные чернокнижники
Братство 2: Юные чернокнижники (англ. The Brotherhood 2) — американский фильм ужасов, снятый в 2001 году режиссёром Дэвидом Де Кото.

## Сюжет
В частной школе под названием Академия Чэндлер для детей элиты молодой чернокнижник Люк уговаривает троих студентов стать его напарниками по колдовству. Однако вскоре они понимают, что игры с магией до добра не доведут и молодые люди пытаются сопротивляться Люку, оказавшемуся куда коварней, чем они предполагали — все трое должны стать ключевыми фигурами в обряде по пробуждению древнего демона.

## В ролях
- Форрест Кохран — Люк
- Шон Фэрис — Джон Ван Оуэн
- Стэйси Слоули — Мэри Стюарт
- Дженнифер Капо — Миссис Стивенс
- Джастин Аллен — Мэтт Слэйтон
- Си Джей Томасон — Маркус Ратнер
- Ноа Франк — Гарлан Рэклифф
- Грег Лизовски — Рэндалл
- Джули Бриггс — Директор Граймс
- Ари Уэлком — Алекс
- Холли Сэмпсон — Трини

## Интересные факты
- Оборудование съёмочной группы можно заметить в отражении в солнечных очках Джона сразу после того, как герои вступили в братство[1].